# Copa del Món de Futbol de 1958
La Copa del Món de Futbol 1958 va ser la sisena edició de la Copa del Món de Futbol i va tenir lloc a Suècia l'any 1958. La competició es disputà entre el 8 de juny i el 29 de juny de 1958 i Brasil fou campiona després de derrotar l'equip local, Suècia, a la final per 5 a 2. Aquest torneig va veure el naixement futbolístic del que més tard en seria un mite, Pelé.

## Antecedents
L'elecció de la seu es va fer al congrés de Berna de la FIFA del 1954. Entre els fets destacats cal esmentar la primera participació de la Unió Soviètica i el fet de ser l'únic mundial on es classificaren les quatre seleccions britàniques: Anglaterra, Escòcia, Irlanda del Nord i Gal·les.
Tal com succeí a la Copa del Món de Futbol 1950, la competició vingué marcada per un accident aeri, el que sofriren els integrants del Manchester United FC el 6 de febrer de 1958 a Múnic, on van morir diversos integrants de l'equip.
Fou el primer Mundial transmès per televisió en més de setanta països.

## Seus
| Göteborg          | Solna (Estocolm)   | BoråsEskilstunaGöteborgHalmstadHelsingborgMalmöNorrköpingÖrebroSandvikenSolnaUddevallaVästerås | BoråsEskilstunaGöteborgHalmstadHelsingborgMalmöNorrköpingÖrebroSandvikenSolnaUddevallaVästerås |
| Estadi Ullevi     | Estadi Råsunda     | BoråsEskilstunaGöteborgHalmstadHelsingborgMalmöNorrköpingÖrebroSandvikenSolnaUddevallaVästerås | BoråsEskilstunaGöteborgHalmstadHelsingborgMalmöNorrköpingÖrebroSandvikenSolnaUddevallaVästerås |
| Capacitat: 53,500 | Capacitat: 52,400  | BoråsEskilstunaGöteborgHalmstadHelsingborgMalmöNorrköpingÖrebroSandvikenSolnaUddevallaVästerås | BoråsEskilstunaGöteborgHalmstadHelsingborgMalmöNorrköpingÖrebroSandvikenSolnaUddevallaVästerås |
|                   |                    | BoråsEskilstunaGöteborgHalmstadHelsingborgMalmöNorrköpingÖrebroSandvikenSolnaUddevallaVästerås | BoråsEskilstunaGöteborgHalmstadHelsingborgMalmöNorrköpingÖrebroSandvikenSolnaUddevallaVästerås |
| Malmö             | Helsingborg        | BoråsEskilstunaGöteborgHalmstadHelsingborgMalmöNorrköpingÖrebroSandvikenSolnaUddevallaVästerås | BoråsEskilstunaGöteborgHalmstadHelsingborgMalmöNorrköpingÖrebroSandvikenSolnaUddevallaVästerås |
| Estadi de Malmö   | Olympia            | BoråsEskilstunaGöteborgHalmstadHelsingborgMalmöNorrköpingÖrebroSandvikenSolnaUddevallaVästerås | BoråsEskilstunaGöteborgHalmstadHelsingborgMalmöNorrköpingÖrebroSandvikenSolnaUddevallaVästerås |
| Capacitat: 30,000 | Capacitat: 27,000  | BoråsEskilstunaGöteborgHalmstadHelsingborgMalmöNorrköpingÖrebroSandvikenSolnaUddevallaVästerås | BoråsEskilstunaGöteborgHalmstadHelsingborgMalmöNorrköpingÖrebroSandvikenSolnaUddevallaVästerås |
|                   |                    | BoråsEskilstunaGöteborgHalmstadHelsingborgMalmöNorrköpingÖrebroSandvikenSolnaUddevallaVästerås | BoråsEskilstunaGöteborgHalmstadHelsingborgMalmöNorrköpingÖrebroSandvikenSolnaUddevallaVästerås |
| Eskilstuna        | Norrköping         | Sandviken                                                                                      | Uddevalla                                                                                      |
| Estadi Tunavallen | Idrottsparken      | Estadi Jernvallen                                                                              | Estadi Rimnersvallen                                                                           |
| Capacitat: 20,000 | Capacitat: 20,000  | Capacitat: 20,000                                                                              | Capacitat: 17,778                                                                              |
|                   |                    |                                                                                                |                                                                                                |
| Borås             | Halmstad           | Örebro                                                                                         | Västerås                                                                                       |
| Estadi Ryavallen  | Estadi Örjans Vall | Estadi Eyravallen                                                                              | Estadi Arosvallen                                                                              |
| Capacitat: 15,000 | Capacitat: 15,000  | Capacitat: 13,000                                                                              | Capacitat: 10,000                                                                              |
|                   |                    |                                                                                                |                                                                                                |

## Equips participants

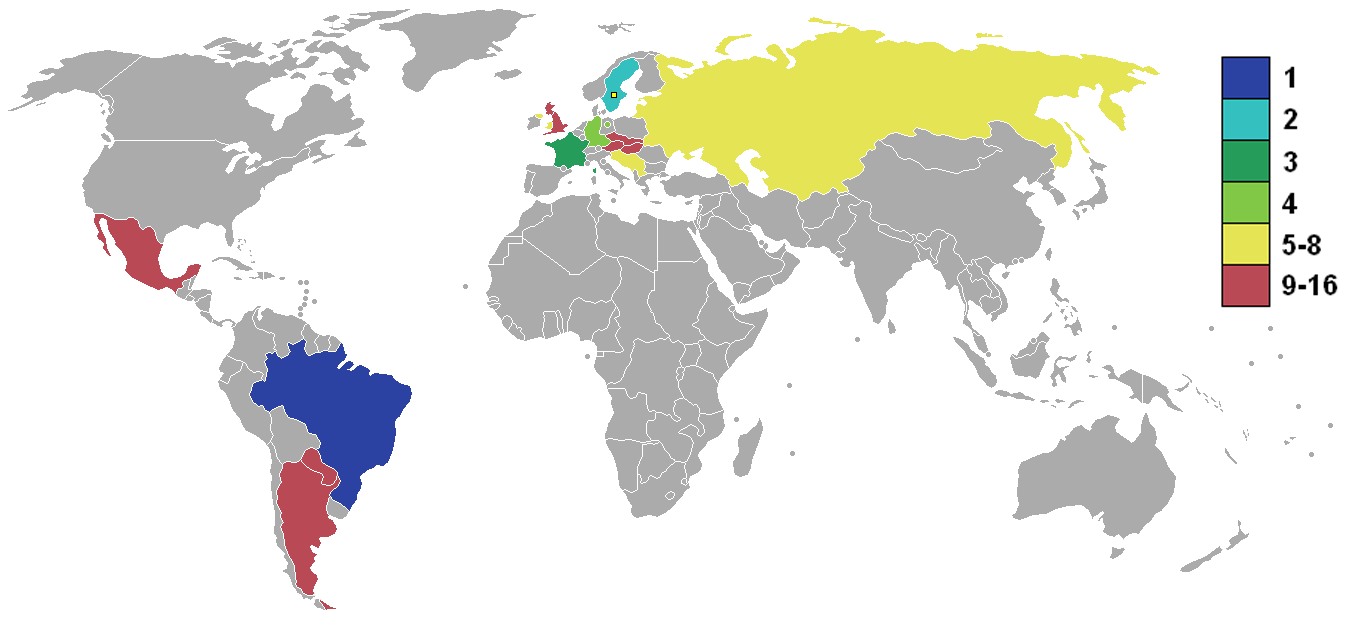
Equips participants

Per a aquest torneig es van inscriure 53 associacions, de manera que es va haver de disputar una ronda de qualificació, per determinar les setze classificades.
En principi una plaça estava assegurada per a un representant d'Àsia o d'Àfrica, però tant Indonèsia, com Egipte o el Sudan es negaren a enfrontar-se a Israel.
Per tal que aquests darrers no es classifiquessin sense haver disputat cap partit es decidí que s'enfrontessin a un dels eliminats. S'oferí aquesta possibilitat als antics campions d'Itàlia i d'Uruguai, però aquests refusaren.
Finalment Gal·les acceptà i aconseguí la classificació en derrotar el combinat israelita.
Suècia, com a organitzador, i Alemanya Occidental, com a campió de la darrera edició, es classificaren directament.
Les seleccions classificades foren (en cursiva les debutants):
| Equips participants | Equips participants | Equips participants | Equips participants |
| ------------------- | ------------------- | ------------------- | ------------------- |
| Alemanya Occidental | Brasil              | Hongria             | Paraguai            |
| Anglaterra          | Escòcia             | Iugoslàvia          | Suècia              |
| Argentina           | França              | Irlanda del Nord    | Txecoslovàquia      |
| Àustria             | Gal·les             | Mèxic               | Unió Soviètica      |

## Resultats

### Primera fase
El format d'aquesta edició canvià respecte al Mundial anterior. A la primera fase s'enfrontaren tots contra tots i no es disputà pròrroga en cas d'empat al final d'un partit. Si el segon i tercer empataven a punts es disputava un partit de desempat. Si aquest restava empatat es classificava l'equip amb millor gol average a la fase de grups. A la segona fase es mantingueren les tradicionals eliminatòries de quarts, semifinals i final.

#### Grup 1
| Pos | Equip               | PJ | PG | PE | PP | GF | GC | GR    | Pts | Classificació                      |
| --- | ------------------- | -- | -- | -- | -- | -- | -- | ----- | --- | ---------------------------------- |
| 1   | Alemanya Occidental | 3  | 1  | 2  | 0  | 7  | 5  | 1,400 | 4   | Avança a la segona fase            |
| 2   | Txecoslovàquia      | 3  | 1  | 1  | 1  | 8  | 4  | 2,000 | 3   | Van disputar un partit de desempat |
| 3   | Irlanda del Nord    | 3  | 1  | 1  | 1  | 4  | 5  | 0,800 | 3   | Van disputar un partit de desempat |
| 4   | Argentina           | 3  | 1  | 0  | 2  | 5  | 10 | 0,500 | 2   |                                    |

| Argentina   | 1–3     | Alemanya Occidental        |
| ----------- | ------- | -------------------------- |
| Corbatta 3' | Informe | Rahn 32', 79' · Seeler 42' |

| Irlanda del Nord | 1–0     | Txecoslovàquia |
| ---------------- | ------- | -------------- |
| Cush 21'         | Informe |                |

| Alemanya Occidental    | 2–2     | Txecoslovàquia              |
| ---------------------- | ------- | --------------------------- |
| Schäfer 60' · Rahn 71' | Informe | Dvořák 24' (p.) · Zikán 42' |

| Argentina                                   | 3–1     | Irlanda del Nord |
| ------------------------------------------- | ------- | ---------------- |
| Corbatta 37' (p.) · Menéndez 56' · Avio 60' | Informe | McParland 4'     |

| Alemanya Occidental   | 2–2     | Irlanda del Nord   |
| --------------------- | ------- | ------------------ |
| Rahn 20' · Seeler 78' | Informe | McParland 18', 60' |

| Txecoslovàquia                                               | 6–1     | Argentina         |
| ------------------------------------------------------------ | ------- | ----------------- |
| Dvořák 8' · Zikán 17', 39' · Feureisl 68' · Hovorka 81', 89' | Informe | Corbatta 64' (p.) |

##### Partit de desempat
| Irlanda del Nord   | 2–1 (pr.) | Txecoslovàquia |
| ------------------ | --------- | -------------- |
| McParland 44', 97' | Informe   | Zikán 18'      |

#### Grup 2
| Pos | Equip      | PJ | PG | PE | PP | GF | GC | GR    | Pts | Classificació           |
| --- | ---------- | -- | -- | -- | -- | -- | -- | ----- | --- | ----------------------- |
| 1   | França     | 3  | 2  | 0  | 1  | 11 | 7  | 1,571 | 4   | Avança a la segona fase |
| 2   | Iugoslàvia | 3  | 1  | 2  | 0  | 7  | 6  | 1,167 | 4   | Avança a la segona fase |
| 3   | Paraguai   | 3  | 1  | 1  | 1  | 9  | 12 | 0,750 | 3   |                         |
| 4   | Escòcia    | 3  | 0  | 1  | 2  | 4  | 6  | 0,667 | 1   |                         |

| França                                                                         | 7–3     | Paraguai                            |
| ------------------------------------------------------------------------------ | ------- | ----------------------------------- |
| Fontaine 24', 30', 67' · Piantoni 52' · Wisnieski 61' · Kopa 70' · Vincent 83' | Informe | Amarilla 20', 44' (p.) · Romero 50' |

| Iugoslàvia   | 1–1     | Escòcia    |
| ------------ | ------- | ---------- |
| Petaković 6' | Informe | Murray 49' |

| Iugoslàvia                           | 3–2     | França           |
| ------------------------------------ | ------- | ---------------- |
| Petaković 16' · Veselinović 63', 88' | Informe | Fontaine 4', 85' |

| Paraguai                        | 3–2     | Escòcia                 |
| ------------------------------- | ------- | ----------------------- |
| Agüero 4' · Ré 45' · Parodi 73' | Informe | Mudie 24' · Collins 74' |

| França                  | 2–1     | Escòcia   |
| ----------------------- | ------- | --------- |
| Kopa 22' · Fontaine 44' | Informe | Baird 58' |

| Paraguai                             | 3–3     | Iugoslàvia                                    |
| ------------------------------------ | ------- | --------------------------------------------- |
| Parodi 20' · Agüero 52' · Romero 80' | Informe | Ognjanović 18' · Veselinović 21' · Rajkov 73' |

#### Grup 3
| Pos | Equip   | PJ | PG | PE | PP | GF | GC | GR    | Pts | Classificació                      |
| --- | ------- | -- | -- | -- | -- | -- | -- | ----- | --- | ---------------------------------- |
| 1   | Suècia  | 3  | 2  | 1  | 0  | 5  | 1  | 5,000 | 5   | Avança a la segona fase            |
| 2   | Hongria | 3  | 1  | 1  | 1  | 6  | 3  | 2,000 | 3   | Van disputar un partit de desempat |
| 3   | Gal·les | 3  | 0  | 3  | 0  | 2  | 2  | 1,000 | 3   | Van disputar un partit de desempat |
| 4   | Mèxic   | 3  | 0  | 1  | 2  | 1  | 8  | 0,125 | 1   |                                    |

| Suècia                                 | 3–0     | Mèxic |
| -------------------------------------- | ------- | ----- |
| Simonsson 17', 64' · Liedholm 57' (p.) | Informe |       |

| Hongria   | 1–1     | Gal·les        |
| --------- | ------- | -------------- |
| Bozsik 5' | Informe | J. Charles 27' |

| Mèxic        | 1–1     | Gal·les          |
| ------------ | ------- | ---------------- |
| Belmonte 89' | Informe | I. Allchurch 32' |

| Suècia          | 2–1     | Hongria   |
| --------------- | ------- | --------- |
| Hamrin 34', 55' | Informe | Tichy 77' |

| Suècia | 0–0     | Gal·les |
| ------ | ------- | ------- |
|        | Informe |         |

| Hongria                                    | 4–0     | Mèxic |
| ------------------------------------------ | ------- | ----- |
| Tichy 19', 46' · Sándor 54' · Bencsics 69' | Informe |       |

##### Partit de desempat
| Gal·les                       | 2–1     | Hongria   |
| ----------------------------- | ------- | --------- |
| I. Allchurch 55' · Medwin 76' | Informe | Tichy 33' |

#### Grup 4
| Pos | Equip          | PJ | PG | PE | PP | GF | GC | GR    | Pts | Classificació                      |
| --- | -------------- | -- | -- | -- | -- | -- | -- | ----- | --- | ---------------------------------- |
| 1   | Brasil         | 3  | 2  | 1  | 0  | 5  | 0  | —     | 5   | Avança a la segona fase            |
| 2   | Unió Soviètica | 3  | 1  | 1  | 1  | 4  | 4  | 1,000 | 3   | Van disputar un partit de desempat |
| 3   | Anglaterra     | 3  | 0  | 3  | 0  | 4  | 4  | 1,000 | 3   | Van disputar un partit de desempat |
| 4   | Àustria        | 3  | 0  | 1  | 2  | 2  | 7  | 0,286 | 1   |                                    |

| Brasil                                | 3–0     | Àustria |
| ------------------------------------- | ------- | ------- |
| Altafini 37', 85' · Nílton Santos 50' | Informe |         |

| Unió Soviètica               | 2–2     | Anglaterra                  |
| ---------------------------- | ------- | --------------------------- |
| Simonyan 13' · A. Ivanov 56' | Informe | Kevan 66' · Finney 85' (p.) |

| Brasil | 0–0     | Anglaterra |
| ------ | ------- | ---------- |
|        | Informe |            |

| Unió Soviètica            | 2–0     | Àustria |
| ------------------------- | ------- | ------- |
| Ilyin 15' · V. Ivanov 62' | Informe |         |

| Anglaterra             | 2–2     | Àustria                 |
| ---------------------- | ------- | ----------------------- |
| Haynes 56' · Kevan 74' | Informe | Koller 15' · Körner 71' |

| Brasil       | 2–0     | Unió Soviètica |
| ------------ | ------- | -------------- |
| Vavá 3', 77' | Informe |                |

##### Partit de desempat
| Unió Soviètica | 1–0     | Anglaterra |
| -------------- | ------- | ---------- |
| Ilyin 69'      | Informe |            |

### Segona fase
|  | Quarts de final         | Quarts de final    |                       |   | Semifinals  | Semifinals  |  |  | Final | Final |
|  |                         |                    |                       |   |             |             |  |  |       |       |
|  | 19 de juny - Malmö      |                    |                       |   |             |             |  |  |       |       |
|  |                         |                    |                       |   |             |             |  |  |       |       |
|  | Alemanya Occidental     | 1                  |                       |   |             |             |  |  |       |       |
|  | Alemanya Occidental     | 1                  | 24 de juny - Göteborg |   |             |             |  |  |       |       |
|  | Iugoslàvia              | 0                  |                       |   |             |             |  |  |       |       |
|  | Iugoslàvia              | 0                  | Alemanya Occidental   | 1 |             |             |  |  |       |       |
|  | 19 de juny - Solna      |                    | Alemanya Occidental   | 1 |             |             |  |  |       |       |
|  |                         | Suècia             | 3                     |   |             |             |  |  |       |       |
|  | Suècia                  | Suècia             | 3                     | 2 |             |             |  |  |       |       |
|  | Suècia                  |                    | 29 de juny - Solna    | 2 |             |             |  |  |       |       |
|  | Unió Soviètica          | 0                  |                       |   |             |             |  |  |       |       |
|  | Unió Soviètica          | 0                  | Suècia                | 2 |             |             |  |  |       |       |
|  | 19 de juny - Norrköping |                    | Suècia                | 2 |             |             |  |  |       |       |
|  |                         | Brasil             | 5                     |   |             |             |  |  |       |       |
|  | França                  | Brasil             | 5                     | 4 |             |             |  |  |       |       |
|  | França                  | 24 de juny - Solna |                       | 4 |             |             |  |  |       |       |
|  | Irlanda del Nord        | 0                  |                       |   |             |             |  |  |       |       |
|  | Irlanda del Nord        | 0                  | França                | 2 |             |             |  |  |       |       |
|  | 19 de juny - Göteborg   |                    | França                | 2 |             |             |  |  |       |       |
|  |                         | Brasil             | 5                     |   | Tercer lloc | Tercer lloc |  |  |       |       |
|  | Brasil                  | Brasil             | 5                     | 1 | Tercer lloc | Tercer lloc |  |  |       |       |
|  | Brasil                  |                    | 28 de juny - Göteborg | 1 |             |             |  |  |       |       |
|  | Gal·les                 | 0                  |                       |   |             |             |  |  |       |       |
|  | Gal·les                 | 0                  | Alemanya Occidental   | 3 |             |             |  |  |       |       |
|  |                         |                    |                       |   |             |             |  |  |       |       |
|  | França                  | 6                  |                       |   |             |             |  |  |       |       |
|  | França                  | 6                  |                       |   |             |             |  |  |       |       |

#### Quarts de final
| Brasil   | 1–0     | Gal·les |
| -------- | ------- | ------- |
| Pelé 66' | Informe |         |

| França                                           | 4–0     | Irlanda del Nord |
| ------------------------------------------------ | ------- | ---------------- |
| Wisnieski 44' · Fontaine 55', 63' · Piantoni 68' | Informe |                  |

| Suècia                     | 2–0     | Unió Soviètica |
| -------------------------- | ------- | -------------- |
| Hamrin 49' · Simonsson 88' | Informe |                |

| Alemanya Occidental | 1–0     | Iugoslàvia |
| ------------------- | ------- | ---------- |
| Rahn 12'            | Informe |            |

#### Semifinals
| Brasil                                  | 5–2     | França                     |
| --------------------------------------- | ------- | -------------------------- |
| Vavá 2' · Didi 39' · Pelé 52', 64', 75' | Informe | Fontaine 9' · Piantoni 83' |

| Suècia                               | 3–1     | Alemanya Occidental |
| ------------------------------------ | ------- | ------------------- |
| Skoglund 32' · Gren 81' · Hamrin 88' | Informe | Schäfer 24'         |

#### Tercer lloc
| França                                                  | 6–3     | Alemanya Occidental                      |
| ------------------------------------------------------- | ------- | ---------------------------------------- |
| Fontaine 16', 36', 78', 89' · Kopa 27' (p.) · Douis 50' | Informe | Cieslarczyk 18' · Rahn 52' · Schäfer 84' |

#### Final
| Brasil                                     | 5–2     | Suècia                      |
| ------------------------------------------ | ------- | --------------------------- |
| Vavá 9', 32' · Pelé 55', 90' · Zagallo 68' | Informe | Liedholm 4' · Simonsson 80' |

## Campió
| Guanyador de Copa del Món de Futbol de 1958 |
| ------------------------------------------- |
| · Brasil · Primer títol                     |

## Classificació final
El 1986, la FIFA va publicar un informe que classificava tots els equips de cada Copa del Món fins a la de 1986, basada en l'actuació a la competició, els resultats generals i la qualitat dels contraris (sense comptar els resultats de repetició). El rànquing del torneig de 1958 era el següent:
| P                             | Equip               | PJ | PG | PE | PP | GF | GC | DG  | Pts. |
| ----------------------------- | ------------------- | -- | -- | -- | -- | -- | -- | --- | ---- |
| 1                             | Brasil              | 6  | 5  | 1  | 0  | 16 | 4  | +12 | 11   |
| 2                             | Suècia              | 6  | 4  | 1  | 1  | 12 | 7  | +5  | 9    |
| 3                             | França              | 6  | 4  | 0  | 2  | 23 | 15 | +8  | 8    |
| 4                             | Alemanya Occidental | 6  | 2  | 2  | 2  | 12 | 14 | −2  | 6    |
| Eliminats als quarts de final |                     |    |    |    |    |    |    |     |      |
| 5                             | Gal·les             | 5  | 1  | 3  | 1  | 4  | 4  | 0   | 5    |
| 6                             | Unió Soviètica      | 5  | 2  | 1  | 2  | 5  | 6  | −1  | 5    |
| 7                             | Irlanda del Nord    | 5  | 2  | 1  | 2  | 6  | 10 | −4  | 5    |
| 8                             | Iugoslàvia          | 4  | 1  | 2  | 1  | 7  | 7  | 0   | 4    |
| Eliminats a la primera fase   |                     |    |    |    |    |    |    |     |      |
| 9                             | Txecoslovàquia      | 4  | 1  | 1  | 2  | 9  | 6  | +3  | 3    |
| 10                            | Hongria             | 4  | 1  | 1  | 2  | 7  | 5  | +2  | 3    |
| 11                            | Anglaterra          | 4  | 0  | 3  | 1  | 4  | 5  | -1  | 3    |
| 12                            | Paraguai            | 3  | 1  | 1  | 1  | 9  | 12 | −3  | 3    |
| 13                            | Argentina           | 3  | 1  | 0  | 2  | 5  | 10 | −5  | 2    |
| 14                            | Escòcia             | 3  | 0  | 1  | 2  | 4  | 6  | −2  | 1    |
| 15                            | Àustria             | 3  | 0  | 1  | 2  | 2  | 7  | −5  | 1    |
| 16                            | Mèxic               | 3  | 0  | 1  | 2  | 1  | 8  | −7  | 1    |

## Golejadors
| 13 gols - [[Fitxer:Flag of France (1794–1815, 1830–1974).svg\|23x15px\|border \|alt=França\|link=Selecció de futbol de França\|{{#if:\|]] Just Fontaine 6 gols - [[Fitxer:Flag of Brazil (1889-1960).svg\|23x15px\|border \|alt=Brasil\|link=Selecció de futbol del Brasil\|{{#if:\|]] Pelé - [[Fitxer:Flag of Germany.svg\|23x15px\|border \|alt=Alemanya Occidental\|link=Selecció de futbol d'Alemanya Occidental\|{{#if:\|]] Helmut Rahn 5 gols - [[Fitxer:Flag of Brazil (1889-1960).svg\|23x15px\|border \|alt=Brasil\|link=Selecció de futbol del Brasil\|{{#if:\|]] Vavá - [[Fitxer:Ulster Banner.svg\|23x15px\|border \|alt=Irlanda del Nord\|link=Selecció de futbol d'Irlanda del Nord\|{{#if:\|]] Peter McParland 4 gols - [[Fitxer:Flag of the Czech Republic.svg\|23x15px\|border \|alt=Txecoslovàquia\|link=Selecció de futbol de Txecoslovàquia\|{{#if:\|]] Zdeněk Zikán - [[Fitxer:Flag of France (1794–1815, 1830–1974).svg\|23x15px\|border \|alt=França\|link=Selecció de futbol de França\|{{#if:\|]] Roger Piantoni - [[Fitxer:Flag of Hungary (1957-1989).svg\|23x15px\|border \|alt=Hongria\|link=Selecció de futbol d'Hongria\|{{#if:\|]] Lajos Tichy - [[Fitxer:Flag of Sweden.svg\|23x15px\|border \|alt=Suècia\|link=Selecció de futbol de Suècia\|{{#if:\|]] Kurt Hamrin - [[Fitxer:Flag of Sweden.svg\|23x15px\|border \|alt=Suècia\|link=Selecció de futbol de Suècia\|{{#if:\|]] Agne Simonsson 3 gols - [[Fitxer:Flag of Argentina.svg\|23x15px\|border \|alt=Argentina\|link=Selecció de futbol de l'Argentina\|{{#if:\|]] Orestes Corbatta - [[Fitxer:Flag of Germany.svg\|23x15px\|border \|alt=Alemanya Occidental\|link=Selecció de futbol d'Alemanya Occidental\|{{#if:\|]] Hans Schäfer - [[Fitxer:Flag of Yugoslavia (1946-1992).svg\|23x15px\|border \|alt=República Federal Socialista de Iugoslàvia\|link=Selecció de futbol de Iugoslàvia\|{{#if:\|]] Todor Veselinović | 2 gols - [[Fitxer:Flag of Brazil (1889-1960).svg\|23x15px\|border \|alt=Brasil\|link=Selecció de futbol del Brasil\|{{#if:\|]] José Altafini 'Mazzola' - [[Fitxer:Flag of the Czech Republic.svg\|23x15px\|border \|alt=Txecoslovàquia\|link=Selecció de futbol de Txecoslovàquia\|{{#if:\|]] Milan Dvořák - [[Fitxer:Flag of the Czech Republic.svg\|23x15px\|border \|alt=Txecoslovàquia\|link=Selecció de futbol de Txecoslovàquia\|{{#if:\|]] Václav Hovorka - [[Fitxer:Flag of England.svg\|23x15px\|border \|alt=Anglaterra\|link=Selecció de futbol d'Anglaterra\|{{#if:\|]] Derek Kevan - [[Fitxer:Flag of Germany.svg\|23x15px\|border \|alt=Alemanya Occidental\|link=Selecció de futbol d'Alemanya Occidental\|{{#if:\|]] Uwe Seeler - [[Fitxer:Flag of Paraguay (1954-1988).svg\|23x15px\|border \|alt=Paraguai\|link=Selecció de futbol del Paraguai\|{{#if:\|]] Florencio Amarilla - [[Fitxer:Flag of Paraguay (1954-1988).svg\|23x15px\|border \|alt=Paraguai\|link=Selecció de futbol del Paraguai\|{{#if:\|]] José Parodi - [[Fitxer:Flag of Paraguay (1954-1988).svg\|23x15px\|border \|alt=Paraguai\|link=Selecció de futbol del Paraguai\|{{#if:\|]] Juan Agüero - [[Fitxer:Flag of Paraguay (1954-1988).svg\|23x15px\|border \|alt=Paraguai\|link=Selecció de futbol del Paraguai\|{{#if:\|]] Jorge Lino Romero - [[Fitxer:Flag of France (1794–1815, 1830–1974).svg\|23x15px\|border \|alt=França\|link=Selecció de futbol de França\|{{#if:\|]] Maryan Wisniewski - [[Fitxer:Flag of France (1794–1815, 1830–1974).svg\|23x15px\|border \|alt=França\|link=Selecció de futbol de França\|{{#if:\|]] Raymond Kopa - [[Fitxer:Flag of the Soviet Union (1955-1980).svg\|23x15px\|border \|alt=Unió de Repúbliques Socialistes Soviètiques\|link=Selecció de futbol de l'URSS\|{{#if:\|]] Aleksandr Ivanov - [[Fitxer:Flag of Sweden.svg\|23x15px\|border \|alt=Suècia\|link=Selecció de futbol de Suècia\|{{#if:\|]] Nils Liedholm - [[Fitxer:Flag of Wales (1953-1959).svg\|23x15px\|border \|alt=Gal·les\|link=Selecció de futbol de Gal·les\|{{#if:\|]] Ivor Allchurch - [[Fitxer:Flag of Yugoslavia (1946-1992).svg\|23x15px\|border \|alt=República Federal Socialista de Iugoslàvia\|link=Selecció de futbol de Iugoslàvia\|{{#if:\|]] Aleksandar Petaković | 1 gol - [[Fitxer:Flag of Argentina.svg\|23x15px\|border \|alt=Argentina\|link=Selecció de futbol de l'Argentina\|{{#if:\|]] Ludovico Avio - [[Fitxer:Flag of Argentina.svg\|23x15px\|border \|alt=Argentina\|link=Selecció de futbol de l'Argentina\|{{#if:\|]] Norberto Menéndez - [[Fitxer:Flag of Austria.svg\|23x15px\|border \|alt=Àustria\|link=Selecció de futbol d'Àustria\|{{#if:\|]] Karl Koller - [[Fitxer:Flag of Austria.svg\|23x15px\|border \|alt=Àustria\|link=Selecció de futbol d'Àustria\|{{#if:\|]] Alfred Körner - [[Fitxer:Flag of Brazil (1889-1960).svg\|23x15px\|border \|alt=Brasil\|link=Selecció de futbol del Brasil\|{{#if:\|]] Valdir Pereira Didí - [[Fitxer:Flag of Brazil (1889-1960).svg\|23x15px\|border \|alt=Brasil\|link=Selecció de futbol del Brasil\|{{#if:\|]] Nilton Santos - [[Fitxer:Flag of Brazil (1889-1960).svg\|23x15px\|border \|alt=Brasil\|link=Selecció de futbol del Brasil\|{{#if:\|]] Mario Zagallo - [[Fitxer:Flag of the Czech Republic.svg\|23x15px\|border \|alt=Txecoslovàquia\|link=Selecció de futbol de Txecoslovàquia\|{{#if:\|]] Jiří Feureisl - [[Fitxer:Flag of England.svg\|23x15px\|border \|alt=Anglaterra\|link=Selecció de futbol d'Anglaterra\|{{#if:\|]] Tom Finney - [[Fitxer:Flag of England.svg\|23x15px\|border \|alt=Anglaterra\|link=Selecció de futbol d'Anglaterra\|{{#if:\|]] Johnny Haynes - [[Fitxer:Flag of France (1794–1815, 1830–1974).svg\|23x15px\|border \|alt=França\|link=Selecció de futbol de França\|{{#if:\|]] Yvon Douis - [[Fitxer:Flag of France (1794–1815, 1830–1974).svg\|23x15px\|border \|alt=França\|link=Selecció de futbol de França\|{{#if:\|]] Jean Vincent - [[Fitxer:Flag of Germany.svg\|23x15px\|border \|alt=Alemanya Occidental\|link=Selecció de futbol d'Alemanya Occidental\|{{#if:\|]] Hans Cieslarczyk - [[Fitxer:Flag of Hungary (1957-1989).svg\|23x15px\|border \|alt=Hongria\|link=Selecció de futbol d'Hongria\|{{#if:\|]] József Bencsics - [[Fitxer:Flag of Hungary (1957-1989).svg\|23x15px\|border \|alt=Hongria\|link=Selecció de futbol d'Hongria\|{{#if:\|]] József Bozsik | - [[Fitxer:Flag of Hungary (1957-1989).svg\|23x15px\|border \|alt=Hongria\|link=Selecció de futbol d'Hongria\|{{#if:\|]] Károly Sándor - [[Fitxer:Flag of Mexico (1934-1968).svg\|23x15px\|border \|alt=Mèxic\|link=Selecció de futbol de Mèxic\|{{#if:\|]] Jaime Belmonte - [[Fitxer:Ulster Banner.svg\|23x15px\|border \|alt=Irlanda del Nord\|link=Selecció de futbol d'Irlanda del Nord\|{{#if:\|]] Wilbur Cush - [[Fitxer:Flag of Paraguay (1954-1988).svg\|23x15px\|border \|alt=Paraguai\|link=Selecció de futbol del Paraguai\|{{#if:\|]] Cayetano Ré - [[Fitxer:Flag of Scotland.svg\|23x15px\|border \|alt=Escòcia\|link=Selecció de futbol d'Escòcia\|{{#if:\|]] Samuel Baird - [[Fitxer:Flag of Scotland.svg\|23x15px\|border \|alt=Escòcia\|link=Selecció de futbol d'Escòcia\|{{#if:\|]] Bobby Collins - [[Fitxer:Flag of Scotland.svg\|23x15px\|border \|alt=Escòcia\|link=Selecció de futbol d'Escòcia\|{{#if:\|]] Jimmy Murray - [[Fitxer:Flag of Scotland.svg\|23x15px\|border \|alt=Escòcia\|link=Selecció de futbol d'Escòcia\|{{#if:\|]] Jack Mudie - [[Fitxer:Flag of the Soviet Union (1955-1980).svg\|23x15px\|border \|alt=Unió de Repúbliques Socialistes Soviètiques\|link=Selecció de futbol de l'URSS\|{{#if:\|]] Valentin Ivanov - [[Fitxer:Flag of the Soviet Union (1955-1980).svg\|23x15px\|border \|alt=Unió de Repúbliques Socialistes Soviètiques\|link=Selecció de futbol de l'URSS\|{{#if:\|]] Anatoli Ilyin - [[Fitxer:Flag of the Soviet Union (1955-1980).svg\|23x15px\|border \|alt=Unió de Repúbliques Socialistes Soviètiques\|link=Selecció de futbol de l'URSS\|{{#if:\|]] Nikita Simonian - [[Fitxer:Flag of Sweden.svg\|23x15px\|border \|alt=Suècia\|link=Selecció de futbol de Suècia\|{{#if:\|]] Gunnar Gren - [[Fitxer:Flag of Sweden.svg\|23x15px\|border \|alt=Suècia\|link=Selecció de futbol de Suècia\|{{#if:\|]] Lennart Skoglund - [[Fitxer:Flag of Wales (1953-1959).svg\|23x15px\|border \|alt=Gal·les\|link=Selecció de futbol de Gal·les\|{{#if:\|]] John Charles - [[Fitxer:Flag of Wales (1953-1959).svg\|23x15px\|border \|alt=Gal·les\|link=Selecció de futbol de Gal·les\|{{#if:\|]] Terry Medwin - [[Fitxer:Flag of Yugoslavia (1946-1992).svg\|23x15px\|border \|alt=República Federal Socialista de Iugoslàvia\|link=Selecció de futbol de Iugoslàvia\|{{#if:\|]] Radivoje Ognjanovic - [[Fitxer:Flag of Yugoslavia (1946-1992).svg\|23x15px\|border \|alt=República Federal Socialista de Iugoslàvia\|link=Selecció de futbol de Iugoslàvia\|{{#if:\|]] Zdravko Rajkov |